# Tjålmukjávrátj
Tjålmukjávrátj (Tjålmokjauratj) är ett par småsjöar, två kilometer sydväst om Västerfjälls kapell på andra sidan Tjeggelvas i Piteälvens avrinningsområde i Arjeplogs kommun i Lappland, Sverige:
- Tjålmukjávrátj (Arjeplogs socken, 739952-156896), 66°41′08″N 17°21′57″Ö / 66.6855°N 17.3658°Ö
- Tjålmukjávrátj (Arjeplogs socken, 740045-156819), 66°41′38″N 17°20′59″Ö / 66.6939°N 17.3497°Ö (13,1 ha)